# Orgilus solidus
Orgilus solidus är en stekelart som beskrevs av Muesebeck 1970. Orgilus solidus ingår i släktet Orgilus och familjen bracksteklar. Inga underarter finns listade i Catalogue of Life.